# エポックハウス
株式会社エポックハウスは、不動産･アパート･マンション･戸建てなどの管理会社である。本社は大阪府大阪市北区梅田の「大阪駅前第3ビル」にある。
大家さん向けのサイトである「賃貸経営博士」のお悩み相談のアドバイザーに認定されている。平成15年10月に社団法人 全日本不動産協会に加盟している。

## 沿革
- 2003年（平成15年）8月20日 ‐ 大阪市西区立売堀に「有限会社エポックハウス」を設立。
- 2003年（平成15年）12月24日 ‐ 大阪市西区新町に移転。
- 2004年（平成16年）3月1日 ‐ 「株式会社エポックハウス」に組織変更。
- 2004年（平成16年）5月12日 ‐ 「株式会社エポックハウスネットワーク」を設立。
- 2004年（平成16年）11月30日 ‐ 大阪市西区江戸堀に移転。
- 2006年（平成18年）10月1日 ‐ 子会社の株式会社エポックハウスネットワークが「株式会社エポック建物管理」に社名変更。賃貸住宅の建物管理業を開始。
- 2006年（平成18年）11月1日 ‐ 大阪市北区梅田にある大阪駅前第3ビル1階へ移転。「ピタットハウス大阪駅前第3ビル店」をオープン。
- 2007年（平成19年）4月1日 ‐ サブリース事業部を設立。
- 2008年（平成20年）1月15日 ‐ リフォーム事業部を設立。
- 2009年（平成21年）8月28日 ‐ マンション・テナント・事務所等の管理総戸数1,000戸達成。
- 2010年（平成22年）3月3日 ‐ リノベーション事業部を設立。
- 2011年（平成23年）3月31日 - 法人社宅の斡旋戸数1,000戸達成。
- 2012年（平成24年）10月13日 ‐ マンション・テナント・事務所等の管理総戸数2,000戸達成。
- 2013年（平成25年）1月22日 ‐ 賃料保証事業を開始。（エポック保証）
- 2015年（平成27年）12月7日 ‐ マンション・テナント・事務所等の管理総戸数3,000戸達成。
- 2016年（平成28年）10月9日 ‐ ウィークリー・マンスリー事業部を設立。
- 2017年（平成29年）3月10日 - 法人社宅の斡旋戸数2,000戸達成。

## 取引銀行
- 三井住友銀行
- りそな銀行